# Macrostemum madagascariense
Macrostemum madagascariense är en nattsländeart som först beskrevs av Georg Ulmer 1905.  Macrostemum madagascariense ingår i släktet Macrostemum och familjen ryssjenattsländor. Inga underarter finns listade i Catalogue of Life.